# Escadarcs
Escardacs és una entitat de població del municipi cerdà de Fontanals de Cerdanya. El 2022 tenia 33 habitants.
Escadarcs està format per cases antigues, la majoria abandonades o en procés de ser-ho, on la població activa que hi viu es dedica al sector primari. La resta de cases són noves cases adossades exclusives per a segona residència.
Al poble hi ha dues places públiques i una piscina privada. El poble està delimitat per la carretera nacional, el riu que baixa d'Alp, el camí d'Estoll i els prats de propietat privada que hi ha a la part nord.
L'any 2022 tenia 33 habitants.